# Phthitia enigmatica
Phthitia enigmatica es una especie de moscas de la familia Sphaeroceridae.

## Distribución geográfica
Es endémica del noroeste de la península ibérica (España).